# Det internationale olivenolieråd
Det internationale olivenolieråd (IOC, International Olive Council) er en international organisation inden for olivenolie og spiseoliven. Institutionen blev oprettet i Madrid i 1959. Grundlæggerne var de vigtigste olivenproducerende lande i Middelhavsregionen.
Institutionen har til formål at fremme internationalt samarbejde i form af forsknings- og udviklingsprojekter samt teknologioverførsel inden for olivenproduktion, samt at medvirke til at fremme international handel med oliven- og olivenolieprodukter.
Institutionen fastsætter desuden normer og standarder for klassificering af olivenolieprodukter og for organoleptisk evaluering af olivenolier.
IOC har hele EU som medlem og derudover 17 medlemmer blandt de olivenproducerende lande uden for EU: Albanien, Algeriet, Argentina, Kroatien, Ægypten, Iran, Irak, Israel, Jordan, Libanon, Libyen, Montenegro, Marokko, Syrien, Tunesien, Tyrkiet og Uruguay.